# Oenanthe prolifera
Oenanthe prolifera är en flockblommig växtart som beskrevs av Nicolaus Thomas Host och Heinrich Gottlieb Ludwig Reichenbach. Oenanthe prolifera ingår i släktet stäkror, och familjen flockblommiga växter. Inga underarter finns listade i Catalogue of Life.

## Bildgalleri

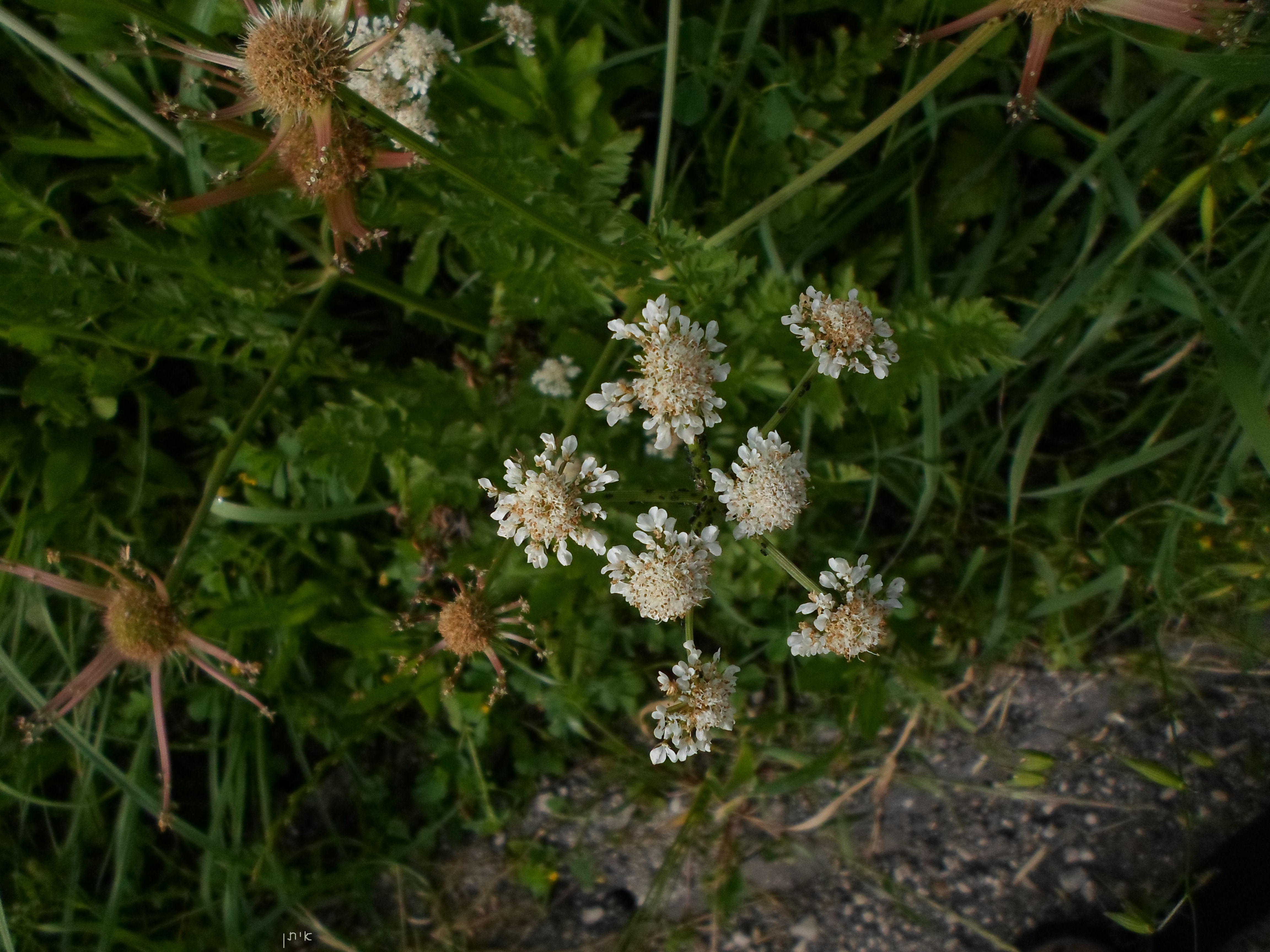
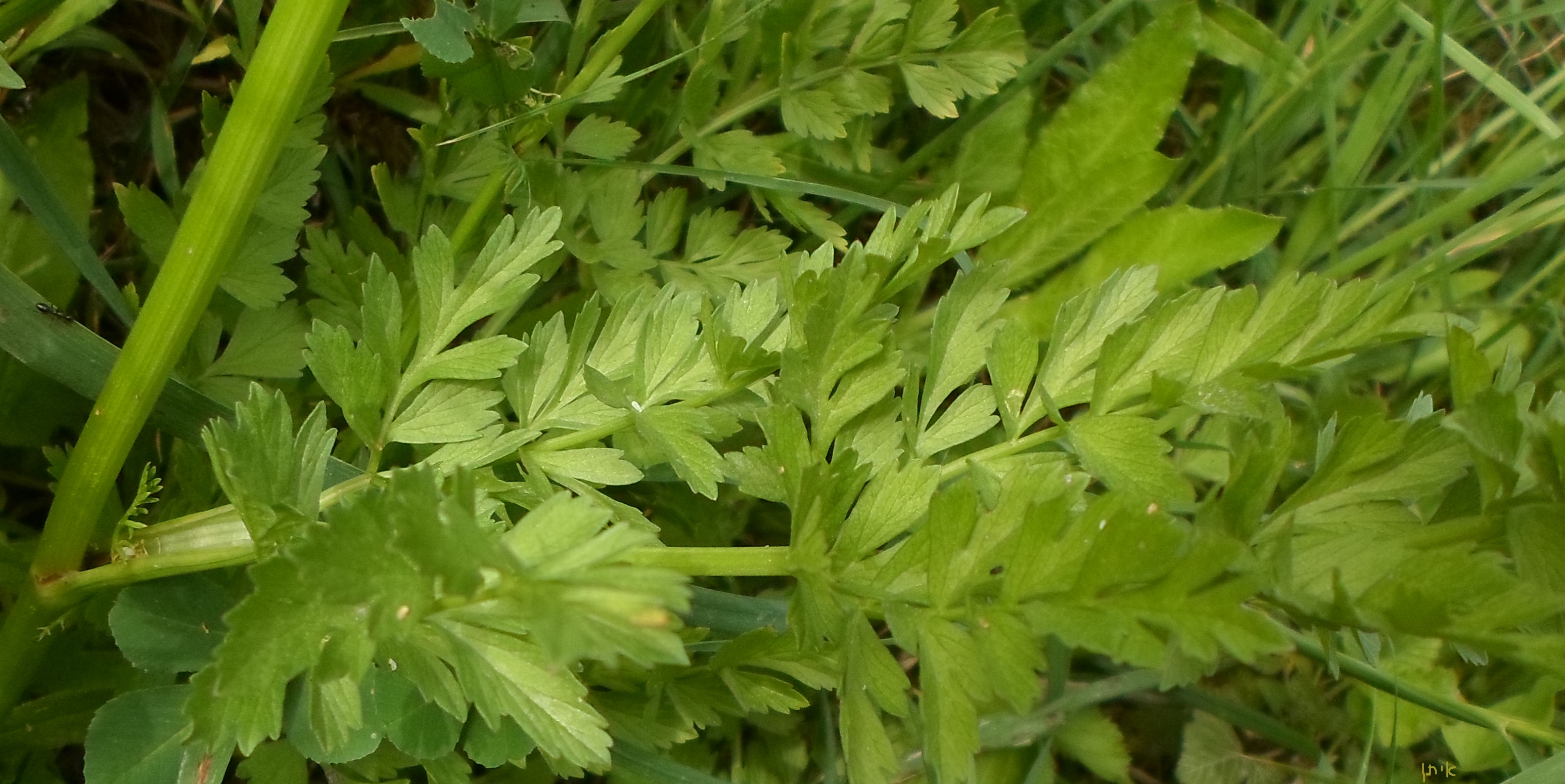
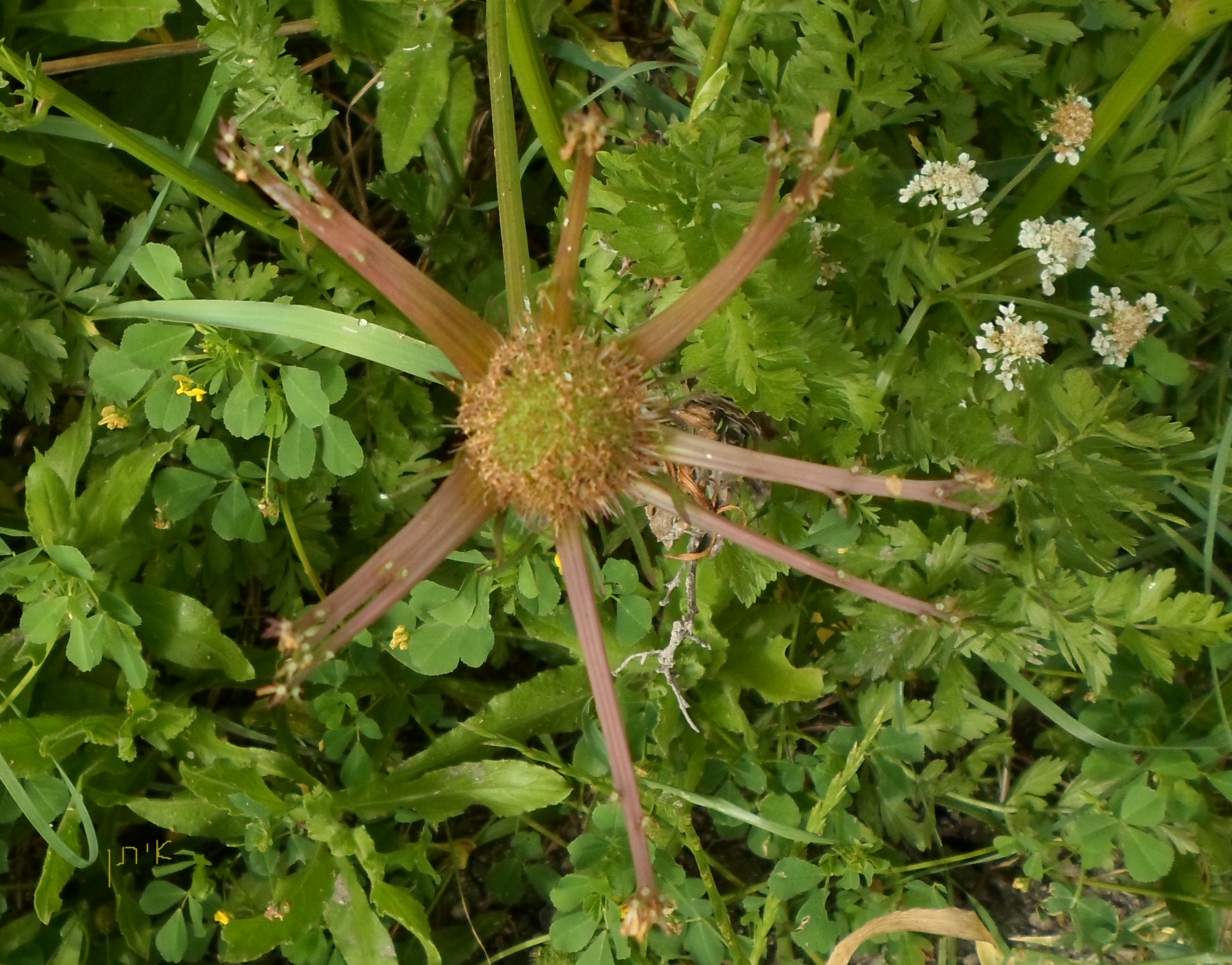